# Неолит Европы

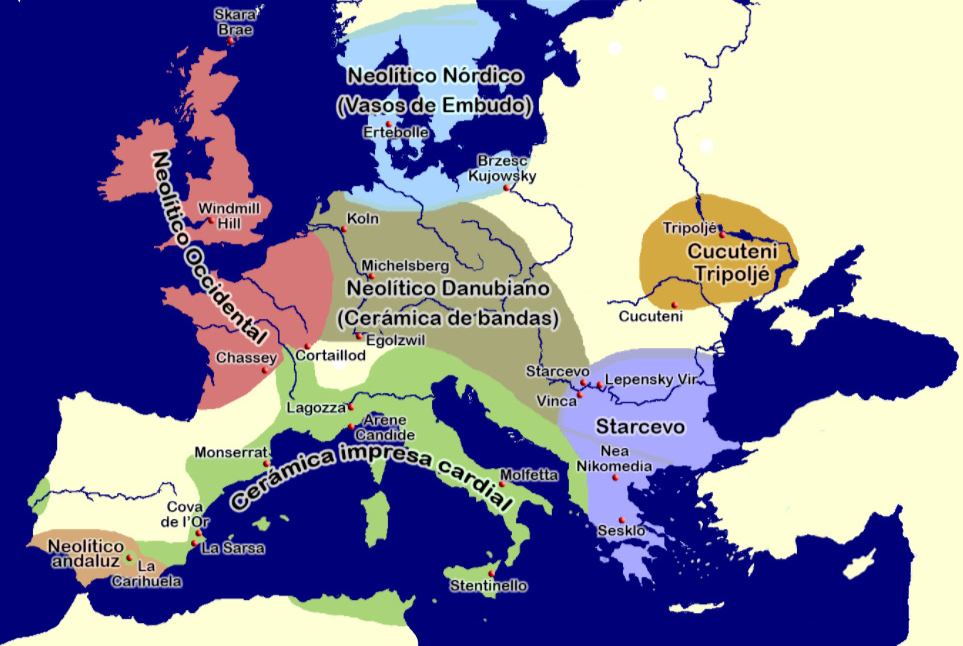
Неолит Европы — 5 тыс. до н. э.

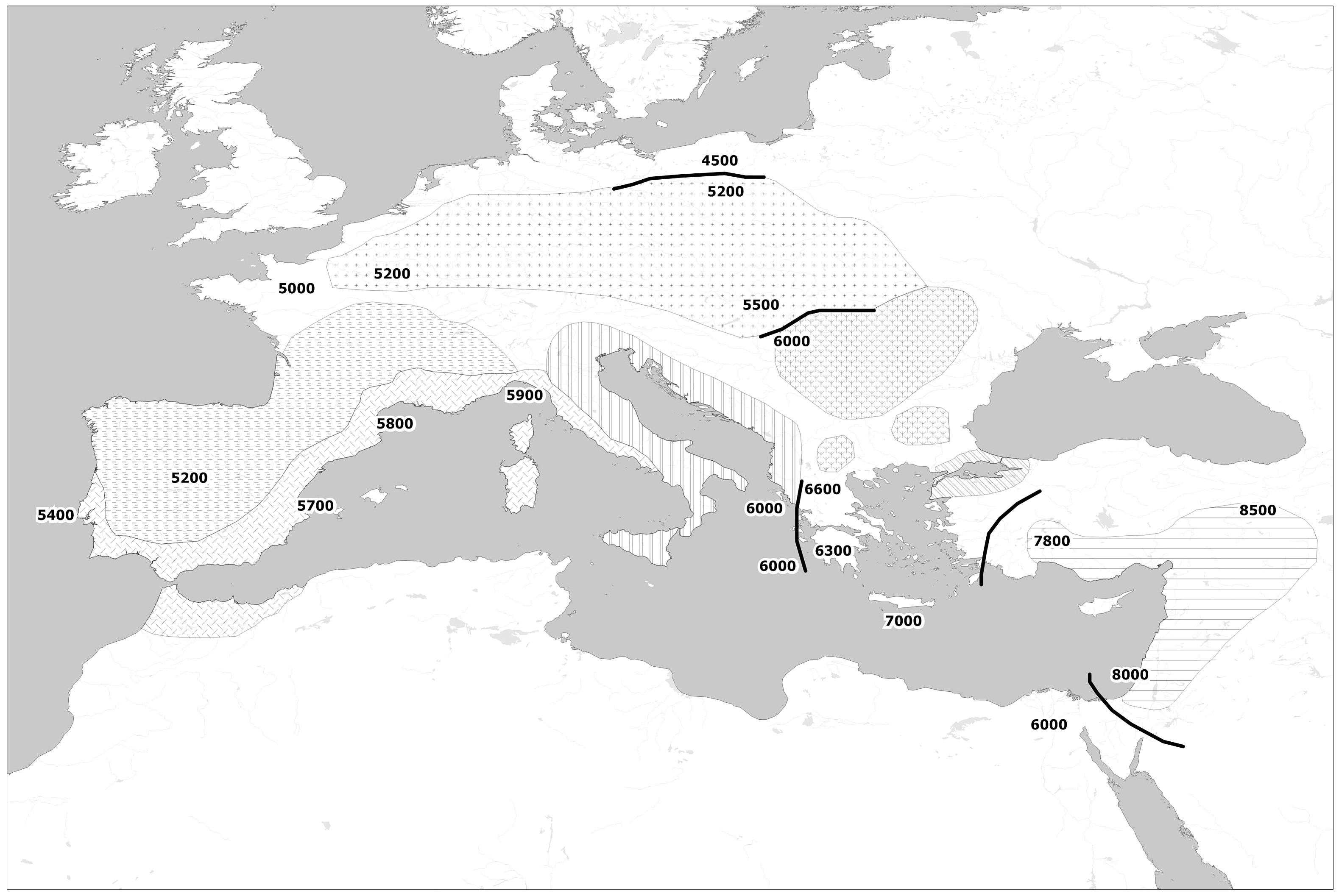
Карта распространения неолитических земледельческих культур в Европе

Неолити́ческий пери́од в исто́рии Евро́пы — продолжался примерно с 7-го тысячелетия до н. э. до XVIII века до н. э. При этом культурные новации продвигались в глубь Европы с юго-востока на северо-запад со средней скоростью примерно 1 км в год. Так, греческому неолиту с развитым сельским хозяйством по времени соответствует мезолит на севере Европы, а раннему бронзовому веку в Греции — неолит на севере. На юго-востоке Европы неолит продолжался примерно до XXX века до н. э., а на северо-западе первые предметы из бронзы появились на 1200 лет позже.

## Культура
У народов Европы эпохи неолита не было письменности. Все сведения о них происходят из трёх источников — это данные археологии, лингвистики и палеогенетики. 

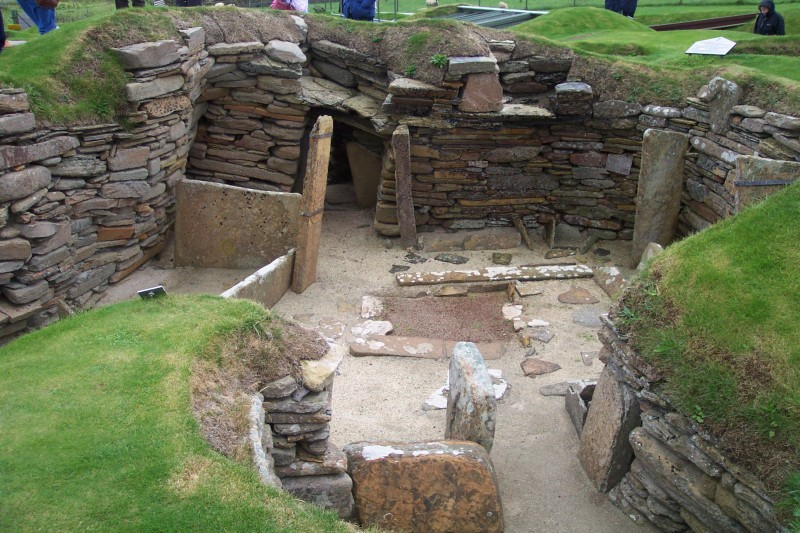
Скара-Брей — единственная сохранившаяся до нашего времени деревня неолита

По данным археологии, европейцы эпохи неолита жили в основном в небольших селениях. Основной ячейкой общества была семья. Расслоение[какое?] было невелико либо отсутствовало. Основой рациона служили одомашненные животные и растения, а собирательство грибов, ягод и охота в лесах дополняли их. Гончарный круг в эпоху неолита в Европе известен не был.
На юго-востоке европейцы вели оседлый образ жизни, сходный с бытом обитателей Чатал-Гуюка и других анатолийских центров. Как показывает пример Сескло, в неолитической Фессалии существовали укреплённые поселения с населением в 3–4 тыс. жителей. В конце неолита трипольцы жили в прото-городах, население которых могло составлять 10–15 тыс. жителей, причём некоторые поселения отстояли друг от друга всего на 3–4 км.
Жители северо-запада вели полукочевой образ жизни, обусловленный выпасом скота, а население деревень, вероятно, исчислялось десятками человек.

## Археология
Культура неолита проникла в Европу из Анатолии (по другому мнению — с Ближнего Востока по морю, через греческие острова). Все животные и растения, которых разводили европейцы неолита, были одомашнены на западе Азии. За 2500 лет, с 6500 до 4000 года, носители новой культуры заселили практически всю Европу, за исключением горных кряжей, берегов Балтики и Среднедунайской низменности. На побережье Атлантики они долгое время соседствовали с более ранними носителями мезолитических культур. До 5 тыс. до н. э. население Европы постоянно росло, затем произошёл кризис перенаселения, продолжавшийся 1500 лет. Начиная с 3,5 тыс. до н. э. рост вновь возобновился.

## Возникновение неолита в Европе
7000-6000 гг. до н. э.

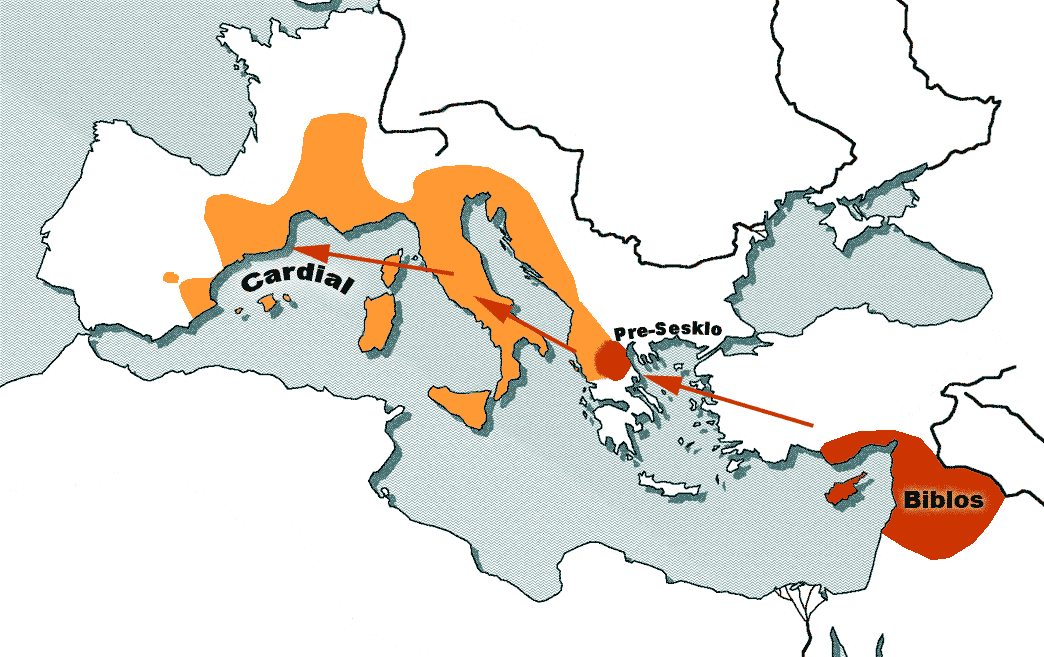
Устаревшая гипотеза о распространении кардиальной керамики с Ближнего Востока в Европу

- Пережитки мезолитических культур (Тарденуазская культура и др.)
- Кардиальная керамика (в том числе пре-Сескло)
- Неа-Никомедия
- Сескло
- протогорода Анатолии (предположительно хатты)

Хотя в Анатолии и на Ближнем востоке докерамический и ранний керамический неолит существовал на протяжении нескольких тысячелетий, вплоть до начала драматических климатических и ландшафтных изменений VII тыс. до н. э. он не проникал в Европу, где существовали мезолитические культуры (постмадленские на западе, эпиграветтские в южной и центральной части). Некоторые развитые мезолитические культуры (Лепенский Вир) приобретают отдельные неолитические черты.
В начале VII тыс. до н. э. начинается движение анатолийских культур на Балканы (возможно, с использованием островов Кикладского архипелага). Древнейшие культуры (Сескло, Неа-Никомедия — керамика монохромная и красная роспись на кремовом) являются локальными феноменами и ограничены небольшой территорией. Более широкое распространение получает Старчево-Кришская культура, самые ранние памятники которой обнаружены в Болгарии, однако и её территория ограничена (Болгария, Македония, восточная Сербия, южная Венгрия).

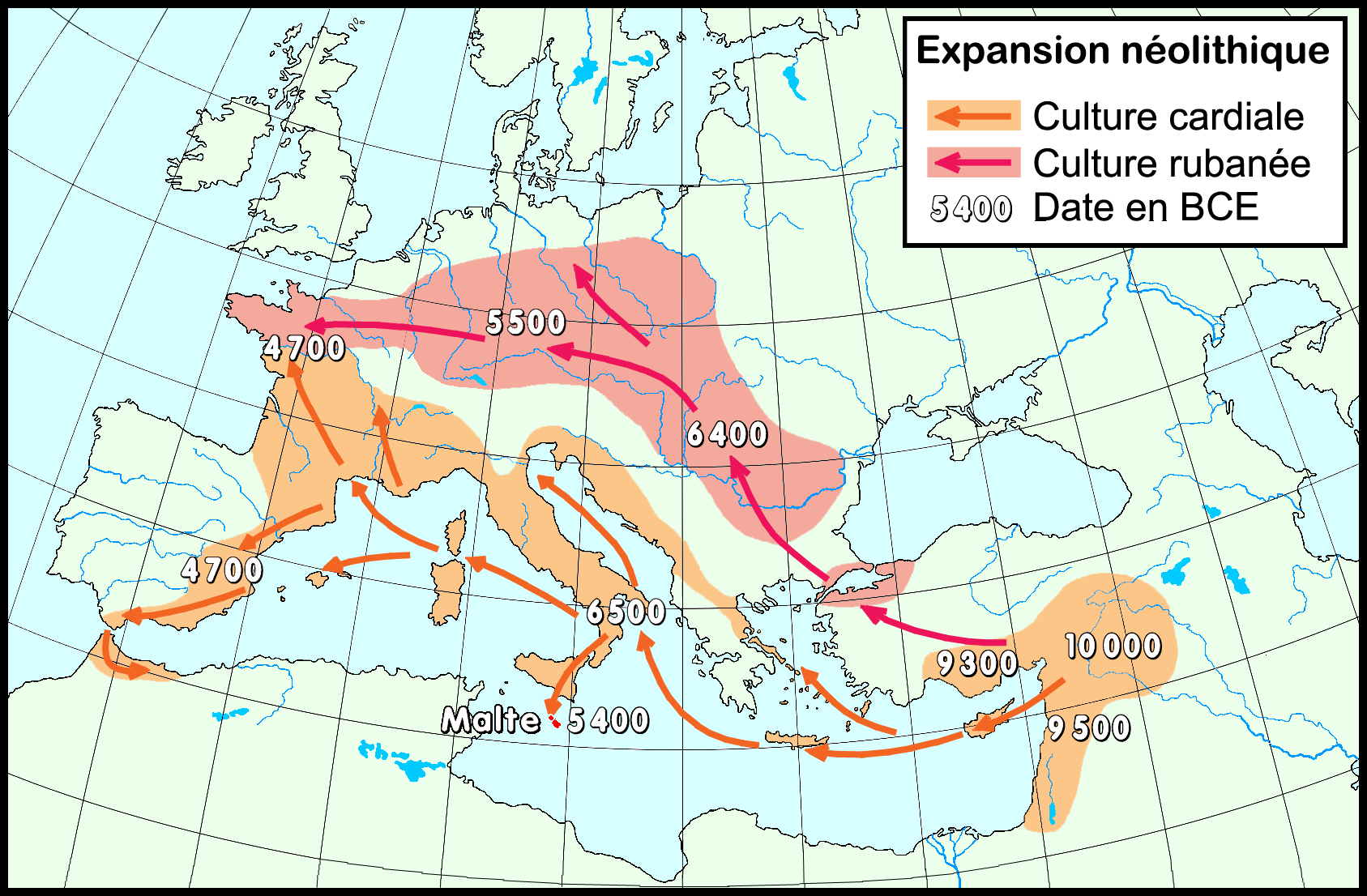
Неолитическое распространение культуры Импрессо и культуры линейно-ленточной керамики

### Ранний неолит
6000-5000 гг. до н. э.
- Конгемозе-Эртебёлле (пережиток мезолита)
- Культура линейно-ленточной керамики
- Варианты культуры кардиальной керамики
  - импрессо
  - франко-иберские культуры кардиальной керамики (Ла-Огетт и др.)
    - эпикардиальная керамика
      - рукадурская культура (Roucadouriens)
      - культура Монболо (Montboliens)
- Старчево-Кришская культура
- Культура Караново и Культура Гумельница

Первой неолитической культурой, широко распространившейся по Европе, стала культура линейно-ленточной керамики, возникшая к северу от земель Старчево-кришской культуры. Генетически носители данной культуры близки современным жителям Северного Кавказа, пути их попадания на восток Европы дискуссионны — возможно, эти области были затоплены в результате увеличения площади Чёрного моря. Данная культура быстро распадается на локальные варианты — дунайский и западноевропейский.
Вдоль северного побережья Средиземного моря в этот же период распространяется культура кардиальной керамики, также имеющая локальные варианты. Основными её центрами являются — Италия, юго-восток Франции, Иберский полуостров, северо-западное побережье Африки.

### Средний неолит
5000-4000 гг. до н. э.
- Варианты культуры линейно-ленточной керамики
  - Рейнская ЛЛК
    - Рёссенская культура

  - ЛЛК Эльбы
  - Михельсбергская культура или Дунайская ЛЛК
  - Восточная ЛЛК Схема неолитических миграций

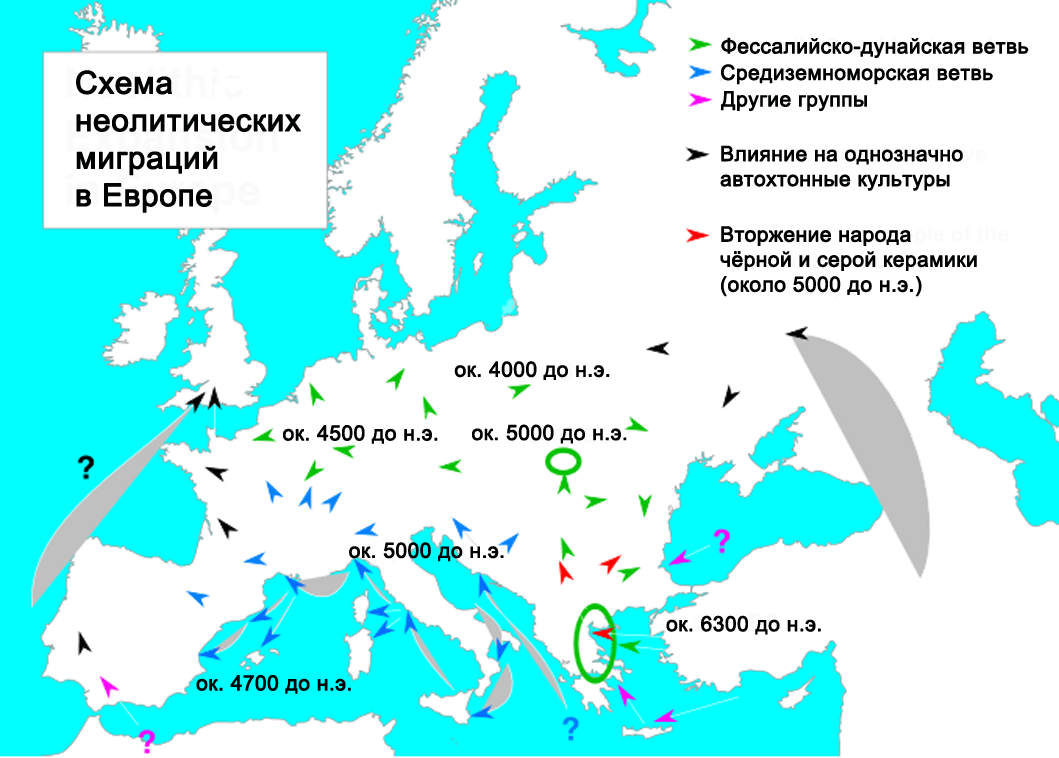
Схема неолитических миграций

  - Лимбургская культура (Западная ЛЛК)
- Культура воронковидных кубков
- «Пеласги»
  - Культура Винча
  - Культура Димини
  - Кикладская цивилизация — первые поселения
- Культура Лендьел
- Культура Полгар
- Культура Кортайо

### Поздний и финальный неолит (энеолит)
4000-3000 гг. до н. э.
- Мегалитическая традиция
- Культура Сены-Уазы-Марны
- Шассейская культура
- Тенакская культура
- Трипольская культура
- Культура Мондзее
- Альмерийская культура (см. также Лос-Мильярес)
- Куро-аракская культура
- Культура Виндмилл-Хилл

## Палеогенетика
Не в последнюю очередь благодаря исследованиям Л. Кавалли-Сфорца, с конца 1990-х гг. проблема неолитической Европы также исследуется с позиции данных генетической генеалогии. Исследования позволили выдвинуть теорию крупномасштабных неолитических миграций c Ближнего Востока в европейское Средиземноморье. Эти «вторженцы», предположительно, и принесли в Европу кардиальную керамику и сельское хозяйство. Исследование 2010 года указывает на то, что переселенцы состояли в основном из мужчин. По женской линии современные европейцы происходят от местного палеолитического населения, а по мужской на 80 % — от выходцев с Ближнего Востока эпохи неолита.
Генетики отождествляют с мезолитическим населением Y-хромосомные гаплогруппы I1 (распространена в основном в северо-западной Европе) и I2 (Балканы и прилегающие территории Восточной Европы). К влиянию неолитических миграций можно отнести наличие гаплогруппы J2, а также E1b1b1 и G (наиболее широко распространены на юге и юго-востоке Европы). Тем не менее новейшие (начиная с 2014-15 гг.) палеогенетические исследования показывают, что носители J2 в неолите Европы встречались редко (из 82 образцов, взятых из захоронений большинства основных неолитических культур Европы, J2 была выявлена только в одном случае), а безусловное лидерство по частоте встречаемости принадлежит гаплогруппе G2a, в настоящее время малораспространенной за пределами Кавказа и отдельных изолированных горных регионов Европы. Что касается митохондриальных гаплогрупп, к палео- и мезолитическому населению относят, прежде всего, различные субклады гаплогруппы U (в том числе гаплогруппу K), широко распространённые в Европе и на севере Африки. С неолитическими мигрантами соотносят наиболее распространенную в Европе гаплогруппу H, и гаплогруппу J.

## «Старая Европа»
На материале балканских и центральноевропейских культур расписной керамики Мария Гимбутас (автор курганной гипотезы) выстроила довольно спорную концепцию «Старой Европы». Гимбутас убеждена, что носители этих культур эпохи неолита представляли собой миролюбивое аграрное общество с элементами матриархата, почитавшее различных богинь, с развитым культом плодородия (у средиземноморских народов — быка). Оппоненты Гимбутас указывают на утопичность подобной романтической идеализации «прединдоевропейцев».
Народы запада Европы, оставившие по себе такие мегалитические памятники, как Стоунхендж, не вписываются в картину Старой Европы, нарисованную Гибмутас. Свидетельства матриархального общественного устройства и культа богини-матери у них отсутствуют. По данным антропологов, на Британских островах неолитическое население отличалось грацильной конституцией, низким ростом и долихоцефальными черепами. Потомками этого докельтского населения с большой вероятностью были пикты.

## Язык
Прямых свидетельств о языке народов неолитической Европы не сохранилось. Среди косвенных свидетельств наибольшее значение придаётся анализу гидронимов. Нельзя исключать, что в то время Европа говорила на множестве языков, мало или вообще не связанных друг с другом (наподобие запада Северной Америки до прихода европейцев). Если какой-то из этих языков и сохранился с доисторических времён, то это с большой степенью вероятности баскский. 

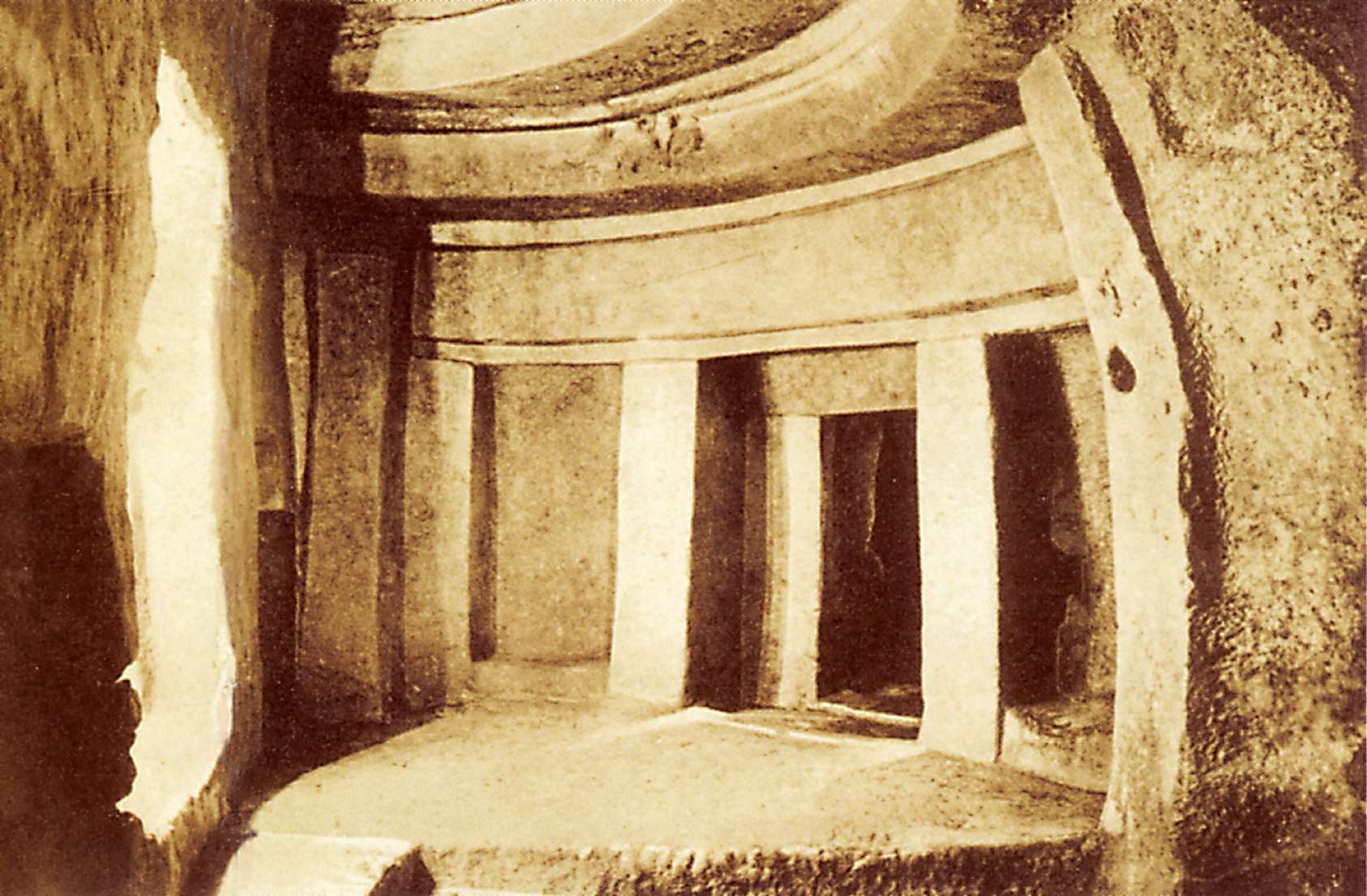
Мегалитический гипогей Халь-Сафлини, Мальта (III тыс. до н. э.), по Гимбутас, имеет форму материнского чрева

Курганная гипотеза предполагает, что степные индоевропейские народы вторглись в Европу с востока в начале бронзового или в медном веке. Менее популярная анатолийская гипотеза предполагает, что носители индоевропейских языков появились в Европе уже в раннем неолите. Анализ современных языков Европы указывает на наличие в них значительного доиндоевропейского субстрата. Подобный субстрат обнаруживается и в саамских языках.
Г. Кронен считает, что сравнение догреческого и догерманского субстратов в целом подтверждает выводы М. Гимбутас о существовании в неолите Европы относительно гомогенного комплекса культур, говоривших на неиндоевропейских языках, которые принесли земледелие и скотоводство из Малой Азии через Грецию и Балканы в центральную Европу. Так, в прагерманском языке можно выделить несколько слов, имеющих отношение к земледельческой и скотоводческой терминологии — например, *arwīt («горох») или *gait («козёл») — находящих явные соответствия в доиндоевропейском субстрате Средиземноморья. К этой же лексике относится слово *edis, означающее женщину с высоким статусом в обществе (что также близко идеям Гимбутас). Такие форманты, как префикс *a- и суффикс *-it- (или *-id-; в древнегреческом языке отражается как -ινθ- и присутствует в таких заимствованиях из этого языка, как «лабиринт», «гиацинт», «Коринф», «Закинф» и т. д.) Кронен также считает доиндоевропейскими, и связывает присутствие этого субстрата в прагерманском языке с языком или языками культуры линейно-ленточной керамики. Не исключена связь этого субстрата с северокавказскими языками (например, субстратные корни *ai̯di̯- и *kā̆ǵ(h)- со значением «козёл» можно сравнить с адыгским «āča» или даргинским «ʕeža» с тем же значением), но в целом на основании такого скудного материала сложно делать какие-либо выводы.
Развивая идеи Кронена, А. Шорго выделил 36 прагерманских корней, с большой вероятностью происходящих из доиндоевропейского «земледельческого» субстратного языка (или группы близкородственных языков), и попытался реконструировать некоторые черты его фонетики: в частности, систему вокализма из 4 гласных (*/æ/, */a/, */i/, */u/), противопоставление глухих и преназализированных звонких смычных согласных, отсутствие полугласного */j/, а также подвижное ударение.